# Scarabaeus catenatus
Scarabaeus catenatus är en skalbaggsart som beskrevs av Gerstaecker 1871. Scarabaeus catenatus ingår i släktet Scarabaeus och familjen bladhorningar. Inga underarter finns listade i Catalogue of Life.